# 陸俊書
陸俊書（： Yuk Jun-seo，1996年4月1日—）（也譯：陸俊諝）是韓國藝術家、畫家 、演員。前韓國職業軍人。

## 個人簡介
陸俊書出生於韓國京畿道，是前韓國職業軍人隸屬反恐特戰隊水中爆破隊(UDT)。在2014年12月入伍海軍副士官第246期，於2016年完成UDT/SEAL 62-1期軍訓，負責爆炸物處理隊(EOD)工作至2019年，於2月以中士身份退伍。
退伍後，現職為藝術家/畫家，曾舉辦個人作品展。
於2021年出演了韓國綜藝軍事生存節目《鋼鐵部隊》第一季中作為UDT隊成員之一，當時因高顏值和帥氣外表引起了很大的話題迴響。

同年8月與演員趙寅成、金荷娜所屬的演藝機構IOK Company簽訂了專屬合同。所屬公司表示 “尊重作為美術、創作者的認同、藝術領域，利用專業管理的訣竅支援多方面的活動”。

2022年3月，經紀公司宣布確認陸俊書出演Netflix原創影集《Sweet Home 2》其一角色。

## 影視作品

### 綜藝節目
| 年份      | 節目頻道       | 節目名稱                   | 備註   |
| --------- | -------------- | -------------------------- | ------ |
| 2021年3月 | Channel A/ ENA | 《鋼鐵部隊》第一季         | 參賽者 |
| 2024年    | Channel A      | 강철지구（音譯：鋼鐵地球） | 出演者 |
| 2025年1月 | Netflix        | 《單身即地獄4》            | 參加者 |

### 電視劇出演
- 2023年：Netflix《Sweet Home2》飾演 方珍虎

## 外部連結
陸俊書的Instagram帳戶

陸俊書的YouTube帳戶 （页面存档备份，存于）